# Kana (uitgeverij)
Kana is van oorsprong een grote Franse uitgeverij van manga. Het bedrijf richtte zich sinds 2005 ook op de Nederlandstalige markt, maar de Nederlandstalige afdeling werd eind 2009 afgesplitst en doorgegeven aan Ballon Media. 
In Vlaanderen en Nederland begon men met de uitgave van Yu-Gi-Oh, Shaman King en Naruto. In 2007 kwamen daar Monster, Death Note, Nana en Detective Conan bij, gevolgd door InuYasha en Bleach in 2008. 
In 2011 werd gestart met de uitgave Psy-Ren, Liar-Game en Ikigami, maar kwamen er geen delen meer uit van Detective Conan en Inuyasha wegens een slechte verkoop. Later dat jaar werd gestart met de uitgave van Black Butler en de miniserie Doubt (vier delen).

## Licenties
Kana bezat voor het Nederlands taalgebied de rechten op de volgende titels:
- Yu-Gi-Oh! (vanaf mei 2006) (24/38)
- Shaman King (vanaf mei 2006) (28/32, 35 in de complete uitgave)
- Naruto (vanaf oktober 2006) (30/72)
- Monster (vanaf 2007) (18/18)
- Death Note (vanaf 2007) (12/12)
- Nana (vanaf 2007) (17/21)
- Detective Conan (vanaf 2008, stopgezet in 2010) (13/99+)
- InuYasha (vanaf 2008, stopgezet in 2010) (10/56)
- Bleach (vanaf 2008) (17/74)
- Psyren (vanaf 2011)
- Liar Game (vanaf 2011)
- Ikigami (vanaf 2011)
- Black Butler (vanaf 2011)
- Doubt (vanaf 2011)